# Fresa (levensstijl)
Een fresa is in Mexico en Centraal-Amerika een populaire term om jongeren met een bepaalde levensstijl te omschrijven.
Volgens het stereotype hebben fresa's een oppervlakkige levensstijl, een conservatieve mentaliteit en drinken zij niet of nauwelijks alcohol. Snobisme is fresa's niet vreemd en zij zijn er trots op uit traditionele (welgestelde) families te komen (hoewel er ook veel fresa's zijn die uit minder welgestelde families komen maar zich als fresa gedragen in de hoop op een hogere sociale status). De typische fresa vertoont grote overeenkomsten met de preppy in de Verenigde Staten. Fresa's zijn herkenbaar aan hun manier van praten, die zich onder andere kenmerkt door het gebruik van veel Engelse woorden en uitdrukkingen, en zijn in het algemeen een bewonderaar van de cultuur van de Verenigde Staten en in mindere mate Spanje. Zij gaan doorgaans naar privéscholen en universiteiten, en pogen niet zelden in de Verenigde Staten te studeren. De wijken Las Lomas, Polanco en Condesa in Mexico-Stad worden vaak met fresa's geassocieerd, evenals de stad Cuernavaca en de staat Nuevo León. Fresa's zijn overwegend criollo/blank, en kijken neer op indianen en mestiezen.
Het woord is sinds de jaren '60 in gebruik, en betekent letterlijk 'aardbei'. Het woord kan zowel als bijvoeglijk als als zelfstandig naamwoord gebruikt worden. Een vergelijkbare term is 'gente de bien' of 'gente bien' ('goede mensen'), die wel al zeker sinds de 19e eeuw gebruikt wordt en ook op volwassenen slaat. Aanvankelijk werd het woord fresa vooral als belediging gebruikt, maar het wordt door mensen die als fresa's beschouwd worden in toenemende mate als geuzennaam gebruikt. Een bekende fictieve fresa is El Pirruris, een typetje van de komiek Luis de Alba. In veel telenovela's komen personages voor die aan fresa-stereotypen voldoen, en ook de band RBD heeft een sterk fresa-imago.
Als tegenhangers van fresa's gelden de naco's.